# Gorgone orphna
Gorgone orphna är en fjärilsart som beskrevs av Jacob Hübner 1806. Gorgone orphna ingår i släktet Gorgone och familjen nattflyn. Inga underarter finns listade i Catalogue of Life.